# Грин, Грант
Грант Грин (Grant Green; 1935—1979) — американский джазовый гитарист, тяготевший к блюзу (особенно в поздних записях).
Родился и вырос в Сент-Луисе (где и похоронен). На сцене с 13 лет. В юности испытал сильное влияние Чарли Паркера. В 1959 г. Грина обнаружил в одном из городских клубов Лу Дональдсон, принявший его в свою группу и убедивший его перебраться в Нью-Йорк.
В 1960-е гг. Грин прославился как ведущий солист лейбла Blue Note. Как правило, выступал в составе органного трио. В 1962-63 гг. выпустил прото-концептуальные альбомы Sunday Mornin, The Latin Bit и Feelin the Spirit  на темы (соответственно) госпела, латиноамериканской музыки и спиричуэлс. Мелодия Idle Moments с одноимённого альбома 1963 года стала одной из визитных карточек хард-бопа. Сочинил музыку к ряду фильмов. В конце 1960-х гг. экспериментировал с фанком.
С 1967 по 1970 гг. Грин практически не выступал и не записывался из-за пагубного пристрастия к героину, которое подорвало его здоровье. В 1974 г. переехал в Детройт. Бо́льшую часть 1978 года провёл на больничной койке, но, вопреки рекомендациям врачей, возобновил концертную деятельность. Умер в 43 года после сердечного приступа, настигшего его по дороге в джазовый клуб Джорджа Бенсона.
Грин оставил после себя шестерых детей и множество неизданных записей. Признание в качестве одного из выдающихся джазовых гитаристов эпохи получил уже после смерти.